# Énergie éolienne aux États-Unis

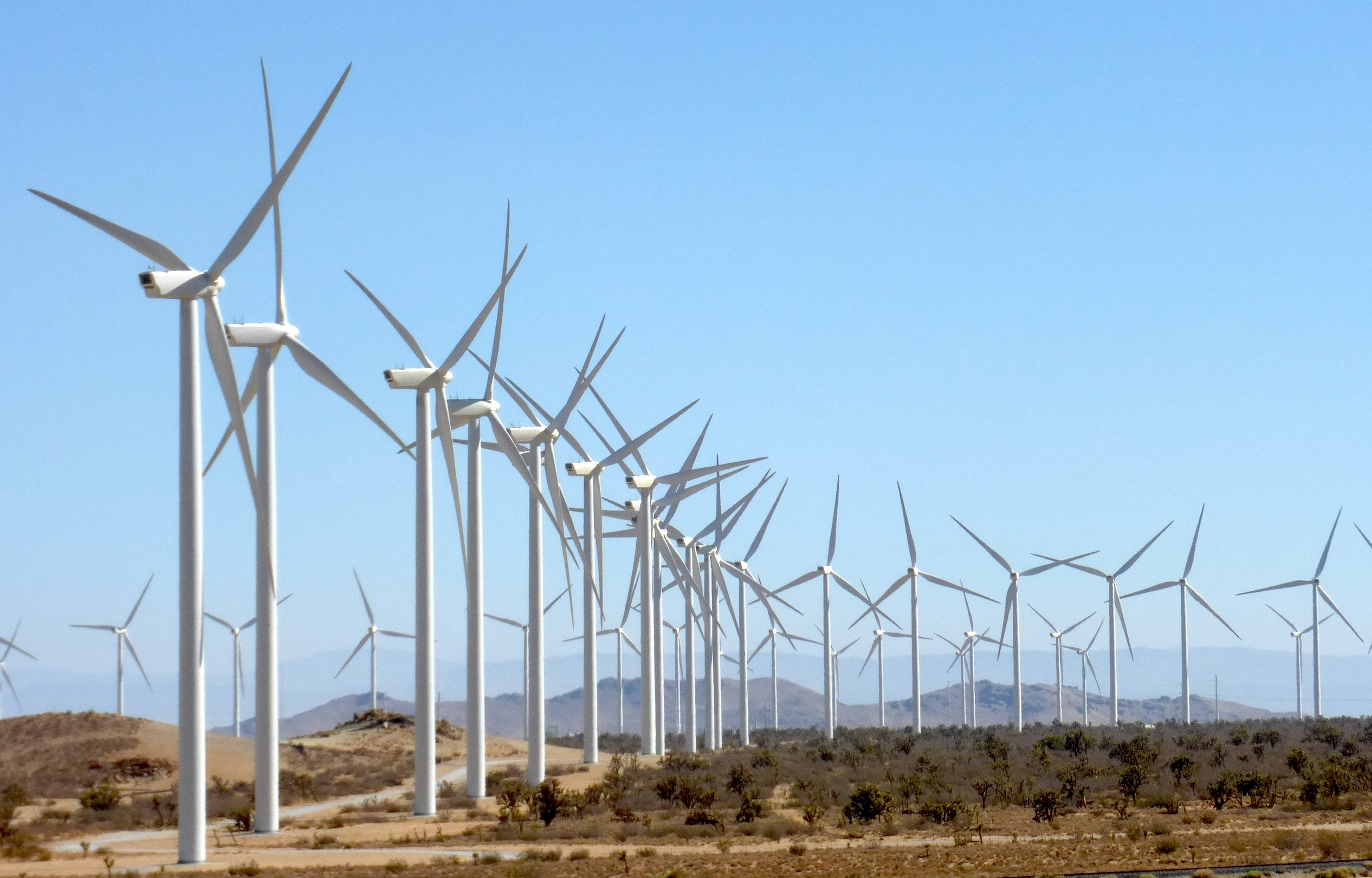
Une petite partie du parc éolien Alta Wind vu de la route d'Oak Creek en août 2013.

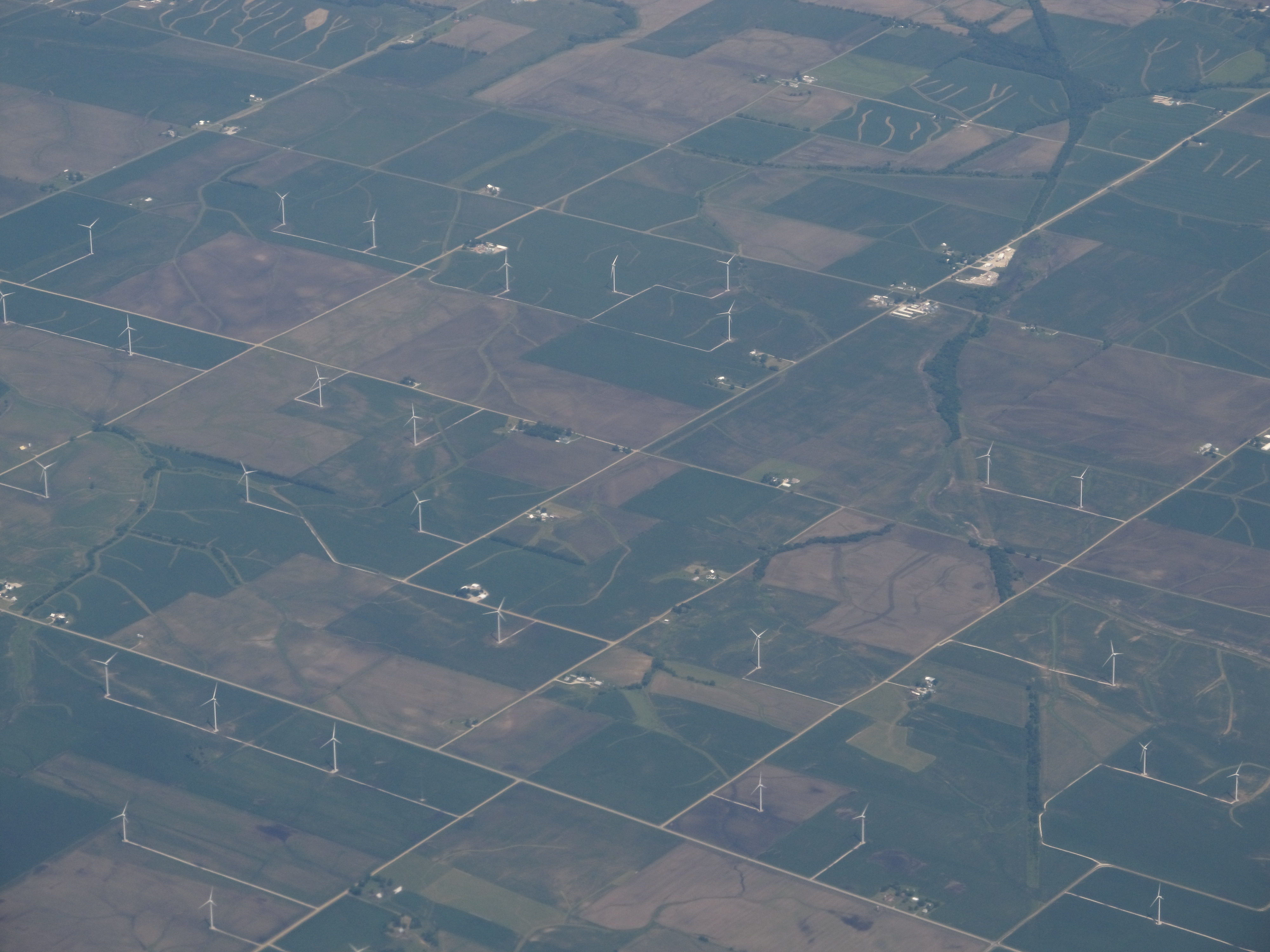
Ferme éolienne près de Kewanee, Illinois, en 2013.

L’énergie éolienne aux États-Unis progresse rapidement dans le contexte de hausse des prix du pétrole et de réchauffement climatique, qui a poussé le gouvernement fédéral et de nombreux États à accorder des subventions à l'éolien, sous forme de crédits d'impôt et de certificats verts associés à des « normes de portefeuille d'énergie renouvelable » (Renewable portfolio standard - RPS). La loi sur la réduction de l'inflation de 2022 (IRA) apportait un nouveau stimulus après un net ralentissement en 2022-2024, mais l'hostilité de Donald Trump à l'éolien laisse présager un nouveau ralentissement.
Les éoliennes ont produit 10,3 % de l'électricité du pays en 2024. Les États-Unis se classaient en 2023 au 2e rang mondial derrière la Chine pour la production éolienne avec 18,5 % du total mondial. Le pays est au 2e rang également pour la puissance installée éolienne avec 13,6 % du total mondial en 2024. Sa part de marché est déclinante : 13,6 % en 2021, 11,1 % en 2022, 5,5 % en 2023 et 3,5 % en 2024.
La plupart des installations éoliennes sont construites dans le centre et le nord des États-Unis. En 2024, sept États ont tiré du vent plus de 30 % de leur électricité : l'Iowa (63,0 %), le Dakota du Sud (59,1 %), le Kansas (51,7 %), l'Oklahoma (40,6 %), le Nouveau-Mexique (37,3 %), le Dakota du Nord (34,7 %) et le Nebraska (32,4 %) ; cinq autres dépassent 20 % : le Colorado (29,0 %), le Minnesota (25,4 %), le Wyoming (22,7 %), le Montana (20,1 %) et le Texas (22,0 %). 18 États ont dépassé le seuil de 10 % de production éolienne.
Le gouvernement Biden a fixé un objectif de 30 GW d'éolien en mer en 2030. Un total de 11,5 GW était attendu sur cinq ans, ce qui aurait fait des États-Unis le troisième marché de l'offshore après la Chine et le Royaume-Uni. Mais en 2024, la puissance installée n'est toujours que de 174 MW et l'arrivée au pouvoir de Donald Trump remet remet en cause la plupart des projets.

## Potentiel

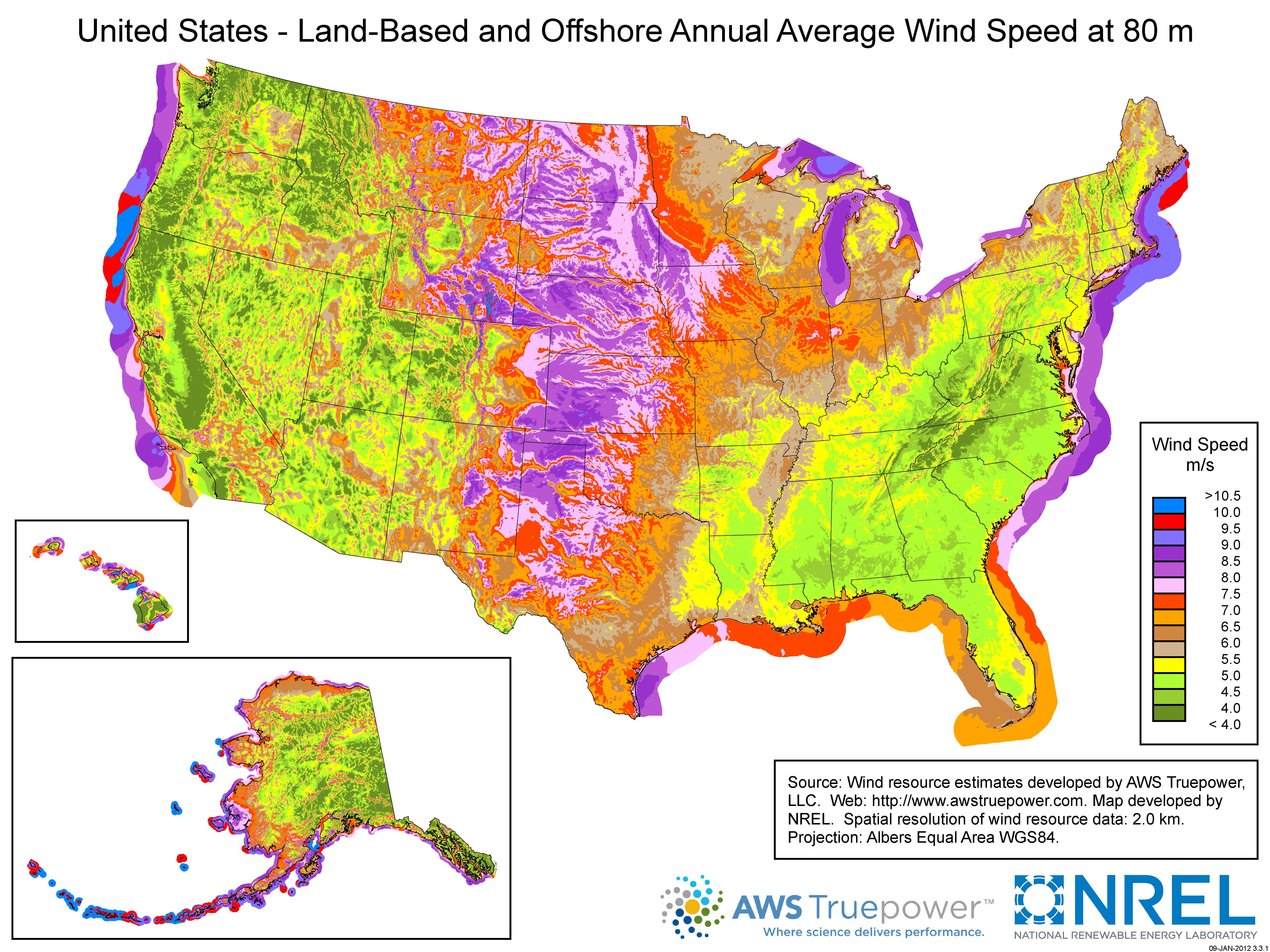
Potentiel éolien aux États-Unis, NREL, 2016.

Le territoire américain offre un bon potentiel éolien, surtout sur la côte du Pacifique au nord de San Francisco, dans les Grands Lacs, dans les Appalaches, dans les îles Aléoutiennes et surtout sur le piémont des Montagnes Rocheuses où souffle le chinook.
Le NREL fournit des cartes plus précises, selon l'altitude et la région et des cartes des ressources éoliennes offshore.
Cependant, les ouragans peuvent représenter une menace pour les éoliennes, notamment dans les états du sud,.

## Production
|                                        |
| Production annuelle en GWh depuis 1997 |

Pour des raisons techniques, il est temporairement impossible d'afficher le graphique qui aurait dû être présenté ici.

Production d'électricité éolienne des trois pays leaders
Source : Agence internationale de l'énergie

Production mensuelle d'électricité éolienne de 2007 à 2017
source données : EIA.

La production d'électricité éolienne aux États-Unis atteint 453 454 GWh en 2024 (+7,7 %), soit 10,3 % de la production nationale d'électricité. La part de l'éolien a évolué rapidement : elle n'était que de 0,3 % en 2003.
Les États-Unis étaient jusqu'en 2015 le plus grand producteur mondial d'électricité éolienne, mais en 2016 ils ont été dépassés par la Chine et se classent au 2e rang en 2023, selon l'Agence internationale de l'énergie, avec 430,07 TWh, soit 18,5 % de la production éolienne mondiale. L'Energy Institute, qui estime leur production éolienne en 2023 à 429,5 TWh, les classe au 2e rang mondial avec 18,5 % de la production éolienne mondiale, derrière la Chine (38,1 %) et devant l'Allemagne (6,1 %).
Les principaux États producteurs sont en 2024 le Texas (124,94 TWh, soit 27,6 % du total national), l'Iowa (44,31 TWh, 9,8 %), l'Oklahoma (38,63 TWh, 8,5 %) et le Kansas (30,32 TWh, 6,7 %).
Le facteur de charge (=puissance moyenne produite/puissance installée) des centrales éoliennes de taille commerciale a été de 34,3 % en 2024, 33,2 % en 2023, 35,9 % en 2022, 34,4 % en 2021 et 35,3 % en 2020, très élevé en comparaison des valeurs observées en Europe, ce qui indique que le potentiel éolien américain est excellent et que les choix d'implantations sont plus sélectifs qu'en Europe.

## Puissance installée

Installations annuelles d'éoliennes aux États-Unis.

Selon Global Wind Energy Council (GWEC), en 2024 les États-Unis ont installé 3 926 MW d'éoliennes terrestres et 132 MW d'éoliennes en mer, se plaçant au 2e rang mondial avec une part de marché de 3,5 %, loin derrière la Chine (75 786 MW à terre et 4 038 MW en mer, soit 68 % au total) et d'extrême justesse devant l'Allemagne (3 292 MW à terre et 730 MW en mer, soit 3,4 % au total). Leur part de marché atteint 3,6 % sur le marché terrestre et 1,6 % sur le marché offshore. Leur puissance installée s'élève fin 2024 à 154 258 MW, soit 13,6 % du parc mondial, dont 154 084 MW à terre et 174 MW en mer. La loi bipartisane sur les infrastructures de 2021 et la loi sur la réduction de l'inflation de 2022 ont promu les investissements dans les industries de composants pour les énergies renouvelables, mais malgré cela les installations d'éoliennes terrestres sont tombées à leur plus bas niveau depuis 2013, du fait de difficultés de raccordement, de l'inflation des coûts et d'incertitudes sur la fiscalité.
En 2023, les États-Unis ont installé 6 402 MW d'éoliennes terrestres et aucune éolienne en mer, se plaçant au 2e rang mondial avec une part de marché de 5 %, loin derrière la Chine (69 327 MW à terre et 6 333 MW en mer, soit 65 % au total). Leur part de marché atteint 6,1 % sur le marché terrestre et 5,5 % sur l'ensemble de l'éolien. Leur puissance installée s'élève fin 2023 à 150 475 MW, soit 14,7 % du parc mondial, dont 150 433 MW à terre et 42 MW en mer. Les installations sont tombées en 2023 à leur plus bas niveau depuis 2014 ; divers analystes signalent des oppositions locales croissantes. Par ailleurs, la première génération de contrats pour l'éolien en mer ne prévoyait pas de clause d'indexation sur les prix, si bien que la forte inflation post-Covid les a mis en grandes difficultés. Mais les subventions de l'Inflation Reduction Act permettent de prévoir une accélération des installations à 7,5 GW en 2024 et 16 GW en 2030 à terre plus 4 GW en mer.
En 2022, les États-Unis ont installé 8 612 MW d'éoliennes terrestres et aucune éolienne en mer, se plaçant au 2e rang mondial, loin derrière la Chine (32 579 MW à terre et 5 052 MW en mer). Leur part de marché atteint 12,5 % sur le marché terrestre et 11,1 % sur l'ensemble de l'éolien. Leur puissance installée s'élève fin 2022 à 144 226 MW, soit 15,9 % du parc mondial, dont 144 184 MW à terre et 42 MW en mer. Malgré la prolongation du « Production Tax Credit » jusqu'à fin 2022, les nouvelles installations ont reculé de 32,4 %, retombant au plus bas niveau depuis 2018, de nombreux projets ayant été reportés dans l'attente d'éclaircissements sur les règles de l'Inflation Reduction Act (IRA). Des contraintes sur les approvisionnements et sur les interconnexions ont retardé 10 GW de projets.
En 2021, les États-Unis ont installé 12 747 MW d'éoliennes terrestres (contre 16 913 MW en 2020) et aucune éolienne en mer (12 MW en 2020), se plaçant au 2e rang mondial, loin derrière la Chine (30 670 MW à terre et 16 900 MW en mer). Leur part de marché atteint 17,6 % sur le marché terrestre et 13,6 % sur l'ensemble de l'éolien. Leur puissance installée s'élève à 134 396 MW, soit 16,0 % du parc mondial, dont 134 354 MW à terre et 42 MW en mer. Les services fiscaux ayant repoussé d'un an la fin du « Production Tax Credit » (PTC), les installations retardées par la pandémie de Covid-19 se sont poursuivies à un rythme record au premier semestre, mais ensuite les problèmes de chaine d'approvisionnement et autres perturbations liées à la pandémie ont causé un ralentissement ; les services fiscaux ont accordé en juin 2021 un délai supplémentaire d'un an aux projets engagés en 2016 et 2017 ; 5 GW ont été repoussés à 2022.
En 2020, les mises en service dans l'éolien ont atteint 14,2 GW, dépassant le précédent record de 13,2 GW enregistré en 2012. Elles ont surpassé en 2019 et 2020 les installations de tous les autres moyens de production d'électricité.
En 2020, les États-Unis se classent au 2e rang mondial pour la puissance installée éolienne avec 16,5 % du total mondial, alors que leur population ne représente que 4,5 % de la population mondiale. Cette puissance s'est accrue de 16 205 MW (+15,4 %) au cours de l'année 2020 (Monde : +14 %), soit 17,4 % du marché mondial. Cette progression record a été stimulée par la disparition programmée à la fin de 2020 du « Production Tax Credit » (PTC) ; les autorités fiscales ont cependant accordé un délai supplémentaires pour les projets mis en chantier en 2016 et 2017 mais retardés par la crise du COVID-19. Finalement, en décembre 2020, le Sénat a prolongé le PTC pour une année de plus avec un taux réduit à 60 % du taux plein.
Les États-Unis ont installé 9 143 MW en 2019 contre 7 588 MW en 2018 ; le marché a donc progressé de 20,5 %. La puissance installée du parc atteint 105 583 MW fin 2019. Les projets en cours de construction totalisent 22 115 MW et les projets à un stade avancé de développement 22 038 MW, dont 7 483 MW en offshore ; le volume de projets avancés a augmenté de 26 % en un an. Une autre tendance émergente est la croissance des contrats de vente directe d'électricité (en anglais : Power Purchase Agreement - PPA) entre producteurs et gros consommateurs d'électricité, qui permettent d'assurer la rentabilité des parcs éoliens grâce à la fixation d'un prix garanti sur une longue période ; les développeurs affirment avoir décroché 8 726 MW de PPA en 2019.
Les États-Unis se classaient au 2e rang mondial pour la puissance installée éolienne avec 105 466 MW fin 2019 (loin derrière la Chine : 236 402 MW), soit 16,2 % du total mondial. Cette puissance s'est accrue de 9 143 MW (+9,5 %) au cours de l'année 2019 (Monde : +10,1 %), soit 15,1 % du marché mondial.
En 2018, les États-Unis ont installé 7 588 MW contre 7 016 MW en 2017, soit une progression de 8,2 %. La puissance installée du parc atteignait 96 488 MW fin 2018. Les projets en cours de construction totalisaient 16 521 MW et les projets proches de leur lancement 18 574 MW. Le marché de la rénovation atteignait 1 344 MW.
Selon l'American Wind Energy Association (AWEA), les projets en cours de construction ou en développement avancé fin 2017 totalisent 28,7 GW, soit quatre fois les mises en service de 2017 et 34 % de plus que fin 2016. Les innovations de l'industrie éolienne ont permis d'abaisser les coûts de l'éolien d'année en année. Selon la banque d'investissement Lazard, le coût de l'éolien a diminué de 4 % durant l'année 2017 aux États-Unis, et la baisse cumulée de 2009 à 2016 atteint les deux tiers ; dans de nombreuses régions du pays, l'éolien est moins cher que les sources d'énergie conventionnelles, y compris sans incitations.
En 2013, les États-Unis ont installé seulement 1 084 MW contre 13 078 MW en 2012, le Production Tax Credit (PTC) expirant au 31/12/2012 ; or le Congrès n'a décidé sa reconduction que le 2 janvier 2013, pour une année supplémentaire, alors que les investisseurs avaient cessé toute activité de montage de projet ; il a fallu attendre le quatrième trimestre pour que de nouveaux projets arrivent au stade de la mise en service ; le PTC apporte une incitation de 2,3 c$/kWh pendant dix ans.
C'est en 2008 que les États-Unis sont devenus le premier pays pour la capacité d’énergie éolienne avec 25 170 MW installés devant l’Allemagne (23 902 MW) ; ce secteur employait alors 85 000 américains.
En 2007, la capacité éolienne installée aux États-Unis a augmenté de 45 % et 9 milliards de dollars ont été investis dans ce secteur ; les éoliennes fournissaient 1 % de l’électricité américaine.

## Production par État

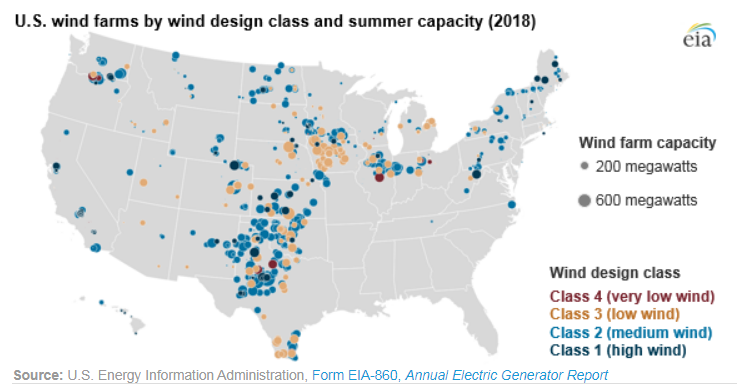
Répartition des parcs éoliens aux États-Unis en 2018.

Carte des puissances installées éoliennes par État fin 2018 (source : AWEA).

Carte des puissances installées éoliennes par habitant fin 2017

Évolution de la production éolienne des cinq États leaders.

En 2024, sept États ont tiré du vent plus de 30 % de leur électricité : l'Iowa (63,0 %), le Dakota du Sud (59,1 %), le Kansas (51,7 %), l'Oklahoma (40,6 %), le Nouveau-Mexique (37,3 %), le Dakota du Nord (34,7 %) et le Nebraska (32,4 %) ; cinq autres dépassent 20 % : le Colorado (29,0 %), le Minnesota (25,4 %), le Wyoming (22,7 %), le Montana (20,1 %) et le Texas (22,0 %). 18 États ont dépassé le seuil de 10 % de production éolienne,.
La plupart des nouvelles installations éoliennes sont construites dans le centre et le nord des États-Unis. La carte ci-contre donne les puissances installées par État en 2018.
Le tableau suivant donne, pour chacun des 43 États ayant des éoliennes, les capacités installées à la fin de 2024, la production éolienne 2024 et sa part en 2024 dans la production d'électricité de l'État :
| État                 | Puissance installée fin 2024 (MW) | Production 2024 (GWh) | part prod élec. en 2024 |
| -------------------- | --------------------------------- | --------------------- | ----------------------- |
| Texas                | 42 330                            | 124 936               | 22,0 %                  |
| Iowa                 | 12 842                            | 44 306                | 63,0 %                  |
| Oklahoma             | 12 748                            | 38 365                | 40,6 %                  |
| Kansas               | 9 043                             | 30 320                | 51,7 %                  |
| Illinois             | 7 874                             | 24 432                | 13,0 %                  |
| Colorado             | 5 337                             | 17 603                | 29,0 %                  |
| Nouveau-Mexique      | 4 429                             | 15 285                | 37,3 %                  |
| Dakota du Nord       | 4 519                             | 15 030                | 34,7 %                  |
| Minnesota            | 4 929                             | 14 934                | 25,4 %                  |
| Californie           | 6 400                             | 14 818                | 6,0 %                   |
| Nebraska             | 3 518                             | 12 245                | 32,4 %                  |
| Dakota du Sud        | 3 220                             | 12 129                | 59,1 %                  |
| Indiana              | 3 639                             | 9 793                 | 10,3 %                  |
| Michigan             | 3 774                             | 9 764                 | 7,8 %                   |
| Oregon               | 3 976                             | 9 580                 | 15,0 %                  |
| Wyoming              | 3 695                             | 9 372                 | 22,7 %                  |
| Washington           | 3 375                             | 8 421                 | 8,2 %                   |
| Missouri             | 2 375                             | 6 810                 | 9,9 %                   |
| New York             | 2 870                             | 5 991                 | 4,4 %                   |
| Montana              | 1 890                             | 5 853                 | 22,1 %                  |
| Pennsylvanie         | 1 553                             | 3 576                 | 1,5 %                   |
| Ohio                 | 1 102                             | 2 865                 | 2,0 %                   |
| Idaho                | 1 128                             | 2 835                 | 15,2 %                  |
| Maine                | 1 029                             | 2 832                 | 19,2 %                  |
| Arizona              | 1 234                             | 2 540                 | 2,1 %                   |
| Virginie-Occidentale | 855                               | 2 003                 | 3,9 %                   |
| Wisconsin            | 826                               | 1 994                 | 3,0 %                   |
| Utah                 | 390                               | 751                   | 2,1 %                   |
| Hawaii               | 233                               | 662                   | 6,2 %                   |
| Maryland             | 190                               | 558                   | 1,5 %                   |
| Caroline du nord     | 397                               | 530                   | 0,4 %                   |
| New Hampshire        | 212                               | 445                   | 2,5 %                   |
| Vermont              | 150                               | 355                   | 12,8 %                  |
| Mississipi           | 184                               | 347                   | 0,5 %                   |
| Nevada               | 150                               | 319                   | 0,7 %                   |
| Rhode Island         | 77                                | 179                   | 1,8 %                   |
| Massachusetts        | 102                               | 178                   | 0,7 %                   |
| Alaska               | 59                                | 124                   | 1,9 %                   |
| Virginie             | 12                                | 50                    | 0,05 %                  |
| Tennessee            | 29                                | 22                    | 0,03 %                  |
| New Jersey           | 8                                 | 19                    | 0,03 %                  |
| Connecticut          | 5                                 | 10                    | 0,02 %                  |
| Delaware             | 2                                 | 3                     | 0,06 %                  |
| Total                | 152 711                           | 453 454               | 10,3 %                  |

Le Texas possède 27,7 % de la capacité totale des éoliennes du pays et produit 27,6 % de son électricité éolienne.

## Organisation du secteur

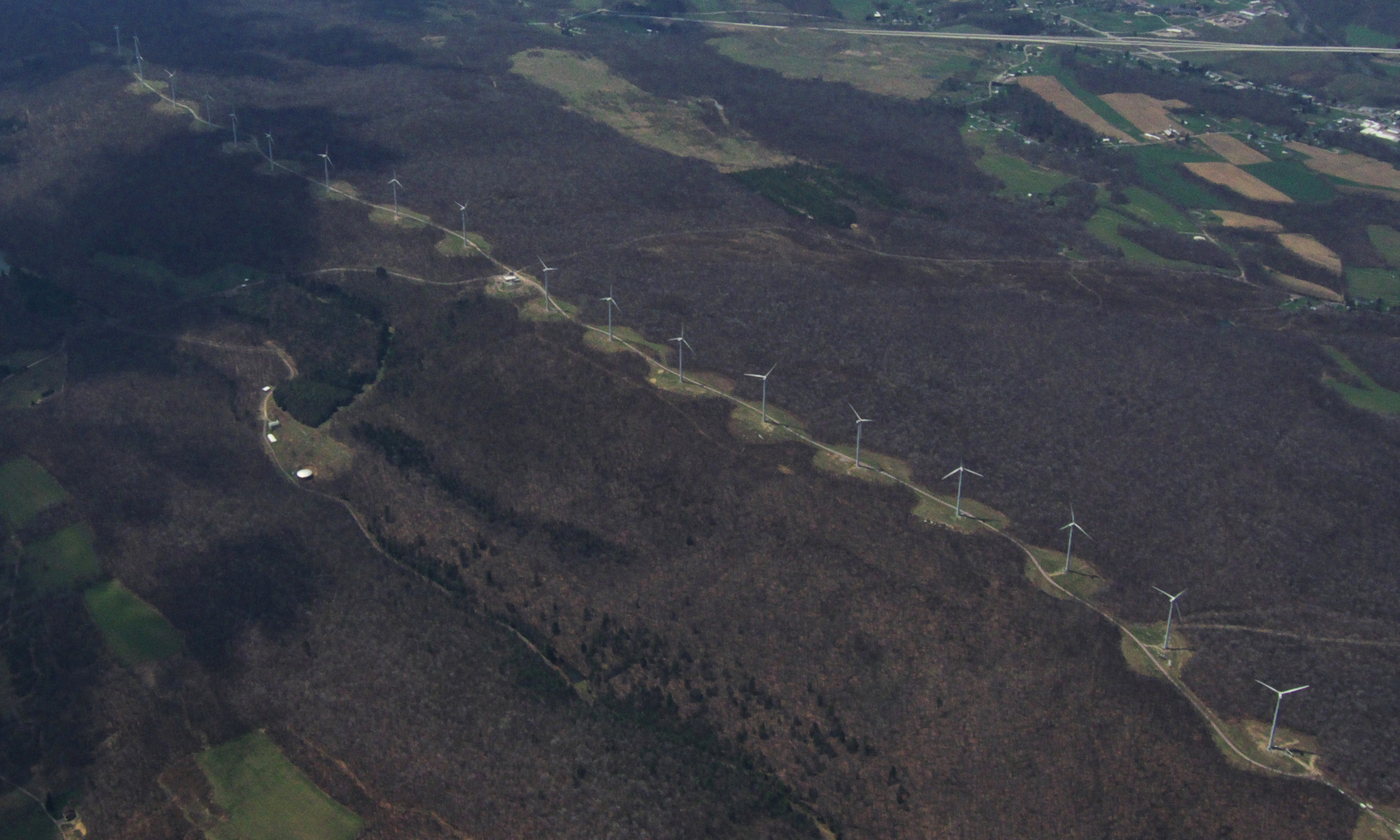
Parc éolien de Meyersdale sur la crête des Allegheny dans le sud de la Pennsylvanie, près de Meyersdale dans le comté de Somerset. Photo prise d'un planneur en avril 2007.

La plupart des parcs éoliens appartiennent à des producteurs indépendants d'électricité (IPPs pour Independent Power Producers) qui signent des contrats à long terme de fourniture d'électricité (PPAs pour Power Purchase Agreements) avec les fournisseurs d'électricité (electric utilities) ; cependant, au cours des dernières années, 10 à 20 % des projets réalisés chaque année appartiennent directement aux utilities.
Parmi les acquéreurs de la production éolienne, outre 65 utilities, on note des villes et des entreprises industrielles et commerciales ; 85 % de la capacité installée bénéficie de contrats à long terme, indispensables pour le financement de projets aux États-Unis. En 2014, plus de 23 % des MW ayant fait l'objet de contrats à long terme ont été achetés par des entreprises ou autres entités autres que les utilities, dont Amazon, Microsoft, Yahoo, Walmart et la General Services Administration.
Plus de 500 usines fabriquent des composants pour les éoliennes en 2012 ; le contenu national des éoliennes installées aux États-Unis a progressé de moins de 25 % en 2005 à 67 % en 2011.
Les effectifs employés par l'industrie éolienne ont progressé de 22 500 équivalents temps plein (etp) en 2014 pour atteindre 22 500 etp fin 2014 ; en 2013, ils avaient perdu près de 30 000 etp à cause de l'incertitude sur le crédit d'impôt électricité. Ces emplois sont répartis sur l'ensemble du territoire, avec une densité plus élevée sur la moitié est du pays, mais aussi sur la côte ouest.
Les coûts ont baissé de 50 % entre 2009 et 2013 du fait des progrès techniques, depuis l'amélioration dans le choix des sites jusqu'à l'accroissement de la taille des éoliennes : en 2014, le diamètre moyen des rotors atteignait 99,7 mètres et la hauteur du mât 82,4 mètres.
GE Wind Energy était le 6e fabricant mondial d'éoliennes en 2011 avec une part de marché de 7,7 %.
En 2012, les parts de marché des principaux fabricants d'éoliennes étaient (sur l'ensemble du parc installé depuis l'origine) :
- GE Wind Energy : 40 % ;
- Vestas : 19 % ;
- Siemens : 14 % ;
- Gamesa : 6,5 % ;
- Mitsubishi : 6,5 % ;
- Suzlon : 4,5 %

53 autres fabricants se partagent les 9,3 % restants.

## Aides fiscales à l'éolien
Le Congrès américain a voté le 18 décembre 2015 la prolongation des crédits d’impôt en faveur du solaire et de l’éolien ; les démocrates ont obtenu leur reconduction pour cinq ans, en contrepartie de la levée de l’interdiction faite, depuis plus de 40 ans, aux compagnies pétrolières américaines d’exporter leur production. Les avantages fiscaux en faveur de l’éolien s'étaient éteints fin 2014. L’énergie produite par les nouvelles éoliennes bénéficiera d’un crédit d’impôt de 2,3 $cents par kilowatt-heure d’électricité jusqu’à fin 2016, qui s’éteindra progressivement jusqu’en 2020. Cette décision déclenchera des investissements supplémentaires attendus à 35 milliards de dollars pour 19 GW dans l'éolien d’ici à 2020, selon Bloomberg New Energy Finance.
Fin 2019, le crédit d’impôt en faveur de la production éolienne (PTC : Production Tax Credit) a été prolongé jusqu'à la fin de 2020 ; les projets dont la construction commence en 2019 recevront un crédit d’impôt de 40 % contre 60 % pour ceux qui commencent en 2020. Le crédit d’impôt est de 2,5 US$cent/kWh sur dix ans.

## Principaux parcs éoliens

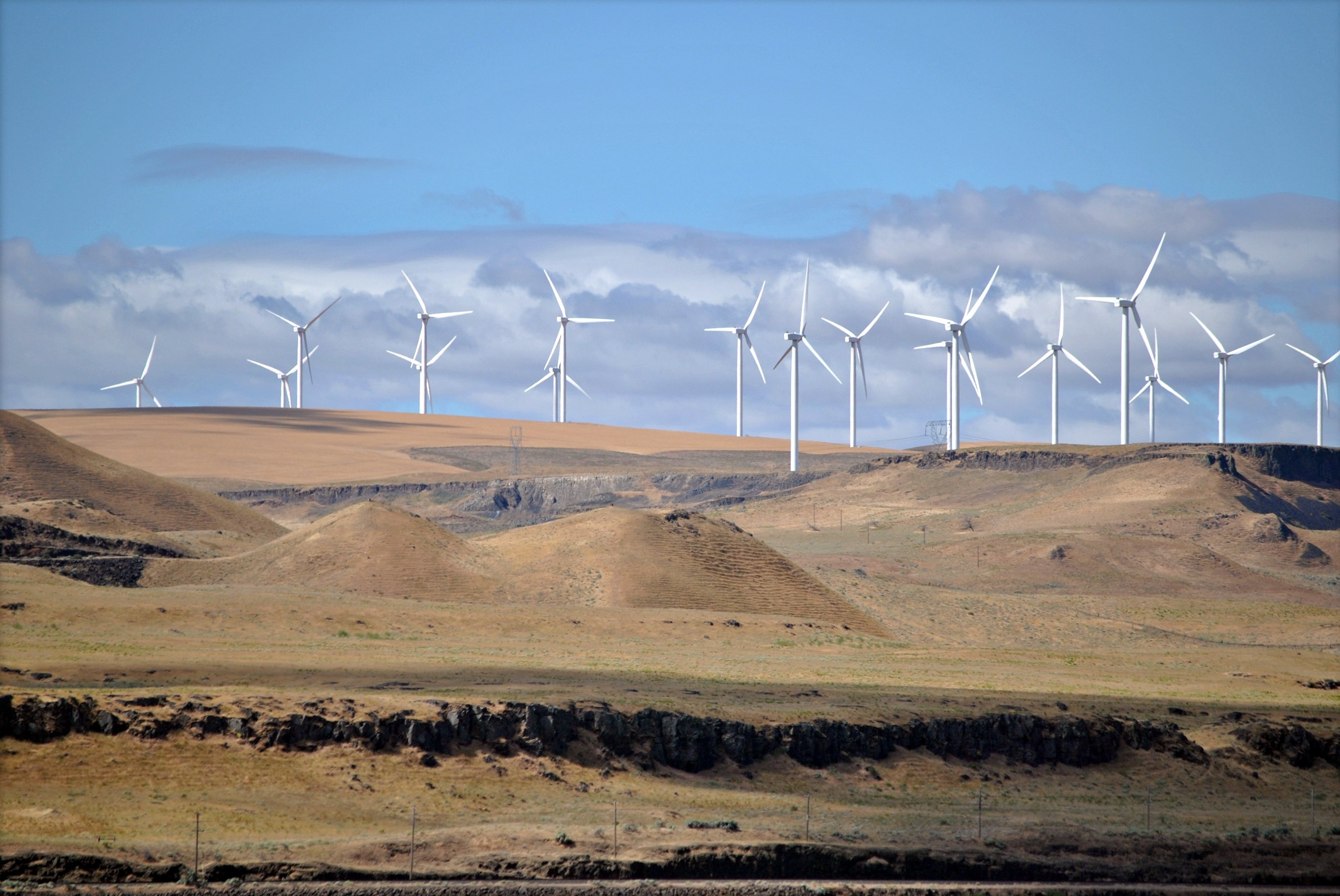
Parc éolien de Shepherds Flat, Oregon.

La base de données The Windpower recense 1 115 parcs éoliens américains totalisant 76 543 MW en février 2016, et donne leur liste exhaustive.
| Nom du parc                                                                                           | État            | MW*  | Nb turb.* | Date m.s.*    | Propriétaire                     |
| Alta Wind                                                                                             | Californie      | 1548 | >500      | 2010-14       | Terra-Gen Power                  |
| Western Spirit                                                                                        | Nouveau-Mexique | 1050 |           | janvier 2022  | Blattner Energy                  |
| Great Prairie                                                                                         | Texas           | 1027 | 377       | novembre 2022 | Nextera Energy Resources         |
| Traverse Wind Energy Center                                                                           | Oklahoma        | 999  | 356       | avril 2022    | American Electric Power          |
| Los Vientos                                                                                           | Texas           | 912  | 426       | 2012-16       | Duke Energy                      |
| Shepherds Flat                                                                                        | Oregon          | 845  | 338       | 2011-12       | Caithness                        |
| Meadow Lake                                                                                           | Indiana         | 801  | 414       | 2009-19       | EDP Renewables                   |
| Roscoe                                                                                                | Texas           | 782  | 627       | 2008-09       | E.ON Climate & Renewables        |
| Horse Hollow                                                                                          | Texas           | 736  | 421       | 2005-06       | NextEra Energy Resources         |
| Tehachapi Pass                                                                                        | Californie      | 705  |           | années 1980   |                                  |
| Capricorn Ridge                                                                                       | Texas           | 663  | 407       | 2007-08       | NextEra Energy Resources         |
| San Gorgonio Pass                                                                                     | Californie      | 615  | 3218      | années 1980   |                                  |
| Altamont Pass                                                                                         | Californie      | 606  | 4930      | 1981          |                                  |
| Fowler Ridge                                                                                          | Indiana         | 600  | 355       | 2008-10       | BP/Dominion Resources            |
| Sweetwater                                                                                            | Texas           | 585  | 392       | 2003-07       | Duke Energy/Infigen Energy       |
| Cedar Creek                                                                                           | Colorado        | 551  | 397       | 2007          | Infigen Energy/BP Wind Energy    |
| Buffalo Gap                                                                                           | Texas           | 523  | 296       | 2005-08       | AES                              |
| Young Wind                                                                                            | Texas           | 500  |           | décembre 2022 |                                  |
| Maverick Creek                                                                                        | Texas           | 492  |           | mars 2022     | Algonquin Power Co               |
| Flat Ridge 2                                                                                          | Kansas          | 470  | 294       | 2012          | BP Wind Energy/Sempra Generation |
| Panther Creek                                                                                         | Texas           | 458  | 305       | 2008-09       | E.ON Climate & Renewables        |
| Biglow Canyon                                                                                         | Oregon          | 450  | 217       | 2005-10       | Portland General Electric        |
| Rolling Hills                                                                                         | Iowa            | 444  | 193       | 2011          | MidAmerican Energy Company       |
| Crystal Lake                                                                                          | Iowa            | 416  | 224       | 2008-09       | NextEra Energy Resources         |
| Peñascal                                                                                              | Texas           | 404  | 168       | 2010          | Iberdrola                        |
| Lone Star                                                                                             | Texas           | 400  | 200       | 2008          | EDP Renewables                   |
| Windy Point/Windy Flats                                                                               | Washington      | 400  | 176       | 2009          |                                  |
| Klondike                                                                                              | Oregon          | 399  | 242       | 2001-08       | Iberdrola                        |
| Ashtabula I-II-III                                                                                    | Dakota du nord  | 331  | 218       | 2008-10       | NextEra Energy Resources         |
| * MW : Capacité installée (MW) ; Nb turb. : nombre de turbines ; Date m.s. : date de mise en service. |                 |      |           |               |                                  |

### Éolien offshore
En 2021, 2022 et 2023, aucune installation n'a été enregistrée. New York a alloué 4 GW en octobre 2023 et le New Jersey 3,7 GW en janvier 2024.
En 2022, les appels d'offres ont alloué plus de 13 GW de projets : Baie de New York, Carolina Long Bay et Californie ; l'appel d'offres de la Californie est le premier sur la côte pacifique et le premier incluant les projets d'éoliennes flottantes.
En 2021, 8,4 GW de projets ont été sélectionnés par appels d'offres, dont 2,5 GW dans l'État de New York, 2,7 GW dans le New Jersey, 1,6 GW dans le Maryland et 1,6 GW dans le Massachusetts. Les chantiers ont progressé, encouragés par l'objectif de 30 GW d'éolien en mer en 2030 fixée par l'administration Biden. Les premiers grands projets devraient être mis en service en 2023. Un total de 11,5 GW est attendu sur cinq ans, faisant des États-Unis le troisième marché de l'offshore après la Chine et le Royaume-Uni.
Les États-Unis ont installé 12 MW d'éolien en mer en 2020 après 30 MW en 2019 ; leur parc éolien en mer atteint donc 42 MW fin 2020. Les enchères organisées en 2020 ont alloué 5,5 GW de projets dans les États du New Jersey, de New York et du Rhode Island.
Le marché offshore américain est en train d’émerger avec 5 projets en construction fin 2017 pour une puissance de 490 MW. MHI Vestas a investi 35 millions de dollars au dernier trimestre 2017 sur un site de l’université Clemson en Caroline du Sud pour y tester sa prochaine turbine offshore de 9,5 MW.
En mars 2015, Alstom reçoit l'ordre d'exécution officiel de la part des promoteurs du premier parc éolien offshore des États-Unis, Deepwater Wind, après le bouclage du montage financier. Situé à cinq kilomètres au large de Block Island, dans l’État de Rhode Island, ce parc éolien se composera de cinq éoliennes Haliade 150 de 6 MW d'Alstom. Ce premier parc d'éoliennes offshore des États-Unis a été mis en service en août 2016, près de New York ; ses cinq éoliennes couvriront près de 90 % des besoins de l'île en électricité, économisant aux habitants le carburant du groupe électrogène au diesel qui alimente l'île. Le potentiel de développement de l'éolien offshore est estimé par le département de l'Énergie à près de 54 GW sur les 300 GW nécessaires pour atteindre 20 % d'énergie éolienne en 2030. Plus de la moitié de la population américaine vit près des côtes, c'est là que sont la consommation et les bassins d'emploi ; mais les éoliennes en mer suscitent la résistance des ONG de défense de l'environnement ainsi que des résidents, tandis que le cadre réglementaire, éclaté entre les États, ouvre la voie aux litiges. Sur une vingtaine de projets à l'étude, plusieurs semblent enlisés depuis des années, comme l'emblématique projet Cape Wind, lancé au début des années 2000, qui prévoyait l'installation de 130 éoliennes au large du cap Cod, dans le Massachusetts.
En septembre 2020, le pétrolier britannique BP noue un partenariat avec le groupe norvégien Equinor pour développer en commun des projets éoliens déjà existants au large de New York et du Massachusetts.
Après la mise en service en décembre 2016 du premier parc éolien en mer Block Island (30 MW), dans le Rhode Island, les projets se sont multipliés. Le NREL estime le potentiel technique de l'éolien en mer américain à 2 000 GW. Le Bureau of Ocean Energy Management (BOEM) est responsable de la gestion du développement des ressources offshore dans les eaux fédérales. En 2009, le département de l'Intérieur (DOI) publie les réglementations définitives pour le programme d'énergies renouvelables du plateau continental extérieur (Outer Continental Shelf - OCS). Le BOEM a mis aux enchères 15 « baux commerciaux actifs » pour les projets éoliens en mer pouvant accueillir 21 GW. Les développeurs européens, dont Ørsted, Iberdrola et Equinor, ont emporté l'essentiel des enchères. BOEM prépare des enchères au large de New York, de la Caroline du sud, de la Californie et d'Hawaï et espère lancer celles de New York et de Californie fin 2020. Au niveau des États, la côte est attire une forte demande ; au moins dix États ont des projets à divers stades de développement, dont six ont des objectifs, atteignant un total de 25,4 GW : New York 9 GW, New Jersey 7,5 GW, Massachusetts 3,2 GW, Virginie 2,5 GW, Connecticut 2 GW, Maryland 2 GW. En décembre 2019, six États avaient déjà sélectionné 6 300 MW de projets éoliens en mer par des appels à candidatures : New York 1 696 MW, Massachusetts 1 604 MW, Connecticut 1 108 MW et New Jersey 1 100 MW. Les développeurs prévoient de mettre en service 10 603 MW de 2022 à 2026, dont 25 % en Virginie, 17,2 % à New York, 15,2 % au Massachusetts, 14 % en Caroline du nord et 10,4 % au New Jersey. Plus de 70 % de ces capacités seront contrôlées par les développeurs européens , dont Ørsted (2,5 GW), Iberdrola (2,3 GW), Equinor (816 MW), Copenhagen Infrastructure Partners (804 MW), EDPR (402 MW) et Shell (402 MW). Les fabricants de turbines sélectionnés sont Siemens Gamesa (4 366 MW), GE Renewable Energy (1 220 MW) et MHI Vestas (804 MW).
En mars 2021, le président Joe Biden annonce un objectif de 30 GW d'éoliennes en mer pour 2030, et la mise en développement d'éolien en mer dans une zone d'eaux peu profondes (le New York - New Jersey Bight) entre Long Island et le sud du New Jersey, où des lots seront proposés fin 2021 ou début 2022.
En novembre 2021, au long de la côte Atlantique, 15 projets sont à l'étape des permis et 16 supplémentaires ont des baux sur des zones exclusives. Les développeurs et les industriels, pour la plupart européens, annoncent de nombreux investissements : usine de pales d'éoliennes en mer de Siemens Gamesa en Virginie, unité d'assemblage de plateformes d'Orsted allié à l'électricien Eversource dans le port de Providence (Rhode Island), usine de tours d'éoliennes du canadien Marmen et du danois Welcon dans le port d'Albany (New York), usine de fondations mono pieux de l'allemand EEW dans le New Jersey, usine de câbles pour l'éolien en mer du français Nexans sur son site de Charleston, en Caroline du Sud.
En février 2022, les enchères pour les concessions de six projets de parcs au large de New York et du New Jersey ont atteint 4,37 milliards $, pour une capacité de production évaluée entre 5,6 et 7 GW. L'allemand RWE Renewables et le britannique National Grid ont décroché le plus grand lot (une zone de 500 km2) pour 1,1 milliard $. TotalEnergies déboursera de son côté 795 millions $ pour mettre en service potentiellement plus de 3 GW en 2028, en rachetant les parts de son partenaire EnBW. Shell et EDF ont remporté ensemble un autre des grands lots, pour 780 millions $.
Le 7 décembre 2022, les énergéticiens européens ont remporté le premier appel d'offres dans l'éolien en mer flottant lancé par la Californie : Engie, à travers sa coentreprise Ocean Winds, détenue à parts égales avec la société portugaise EDP Renováveis, le norvégien Equinor et l'allemand RWE. Le projet d'Engie est un parc éolien maritime flottant de 2 GW sur une zone de 325 km2 à Morro Bay, située à près de 90 km au large des côtes du centre de la Californie, avec plus de 500 mètres de profondeur.
Le 1er novembre 2023, Orsted renonce à deux projets de fermes éoliennes, Ocean Wind 1 et Ocean Wind 2, au large d'Atlantic City dans le New Jersey, d'une capacité de 2 248 MW, décision entrainant une dépréciation d'actifs de près de 4 milliards de dollars. BP a lui aussi déprécié pour 540 millions de dollars des projets d'éolien offshore au large de New York. La hausse des coûts, celle des taux d'intérêt et des retards dans les autorisations ont gravement détérioré la rentabilité des projets offshore.
En 2024, le parc éolien en mer South Fork Wind Farm (132 MW) est mis en service, portant la puissance installée de l'éolien offshore américain à 174 MW. Dix éoliennes du parc Vineyard Wind 1 (806 MW) ont été installées au début de l'été, mais leur mise en service a été retardée à cause d'une panne de pale. En 2024, 8 GW de projets ont reçu leurs autorisations.
En novembre 2024, seulement 174 MW de capacités éoliennes en mer sont en exploitation, et 12 000 MW sont en développement avancé ou en construction, alors que l'administration Biden avait annoncé un objectif de 30 GW pour 2030. La flambée des coûts a causé l'abandon de plusieurs projets éoliens en mer. D'autres ont dû revoir leurs conditions financières. Selon l'American Clean Power Association, seuls 14 GW de projets devraient être achevés en 2030, mais les objectifs seront finalement atteints avec trois ans de retard et les capacités atteindront 40 GW en 2035. Le président élu Donald Trump a promis de remettre en cause les projets « dès le premier jour » de son mandat, mais le dirigeant qu'il a nommé à la tête de l'Agence fédérale de protection de l'environnement (EPA), Lee Zeldin, avait soutenu les crédits d'impôts pour les investissements dans le solaire et les recherches dans le domaine de l'éolien offshore en tant qu'élu dans l'État de New York.
En 2025, l'hostilité de l'administration Trump contre l'industrie éolienne en mer met fin à la plupart des projets : selon Rystad Energy, plus de 90 % des projets en cours aux États-Unis, soit plus de 60 GW, sont « sérieusement » menacés. En mars 2025, l'Agence américaine de protection de l'environnement retire son permis au projet Atlantic Shores (2,8 GW au large du New Jersey), porté par EDF Renouvelables et Shell. Dès 2023, la flambée des coûts, les difficultés de la chaîne d'approvisionnement et la hausse des taux d'intérêt avaient nettement réduit la rentabilité des projets, déclenchant une série d'abandons et de dépréciations d'actifs. Selon l'organisation Oceantic Network, plus de 40 milliards de dollars ont été investis dans l'éolien offshore aux États-Unis, dont plus de la moitié de capitaux européens.
Le 19 mai 2025, Equinor obtient l'autorisation de redémarrer son chantier de construction du champ d'éoliennes Empire Wind au large de Long Island, dont la construction avait été arrêtée sur ordre du secrétaire à l'Intérieur Doug Burgum, le 16 avril 2025, qui disait souhaiter examiner « des informations qui suggèrent que l'administration Biden a précipité la délivrance de permis sans analyse préalable suffisante ». La gouverneure démocrate de New York Kathy Hochul s'est battue pour défendre ce projet de 800 MW vital pour l'alimentation en électricité de l'État. La concession maritime a été obtenue en 2017 et les permis d'exploitation en 2024, après une enquête sur l'impact environnemental qui a duré quatre ans. Le chantier est avancé à 30 %.

### Texas

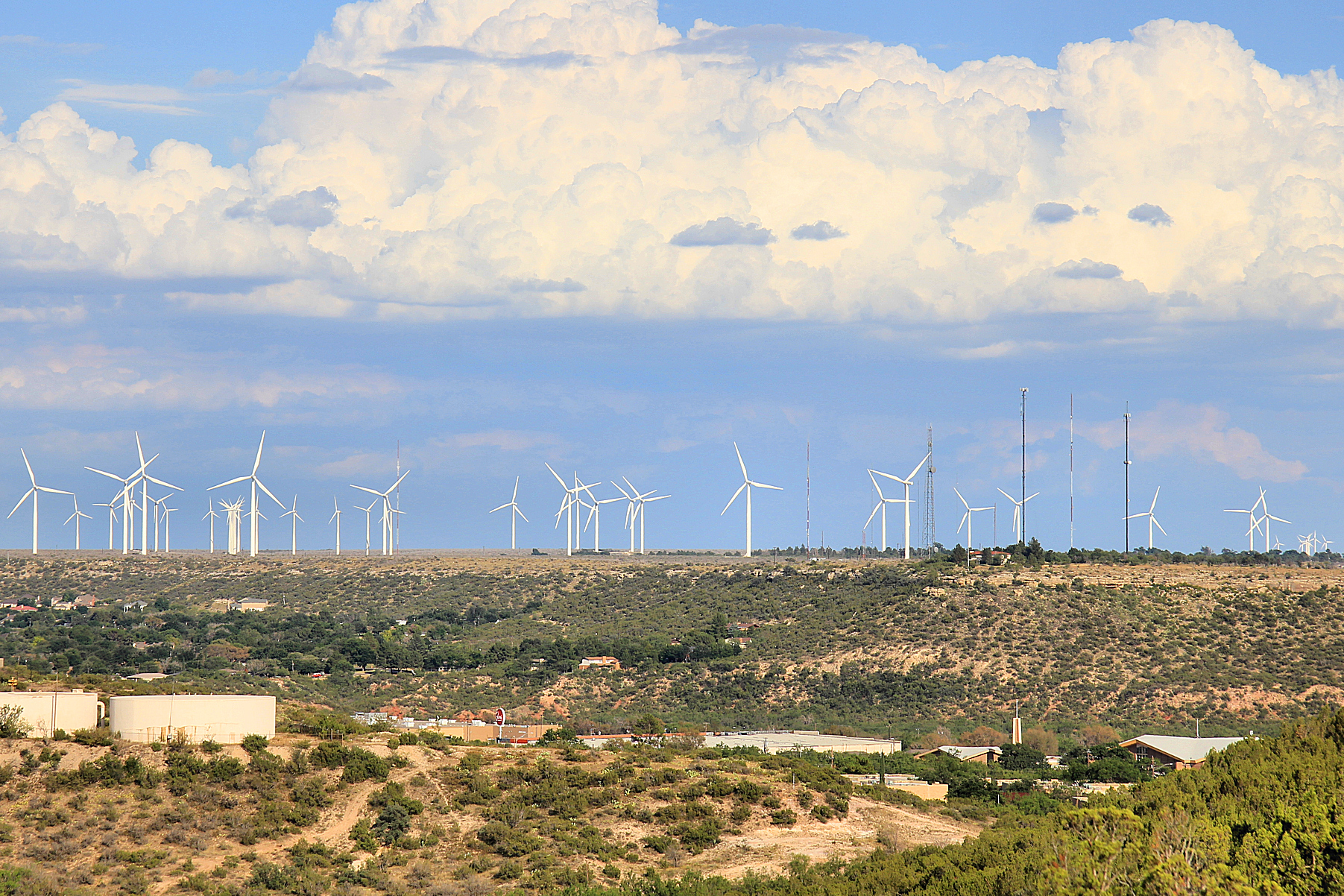
Ferme éolienne de Panther Creek, Texas, 2014.

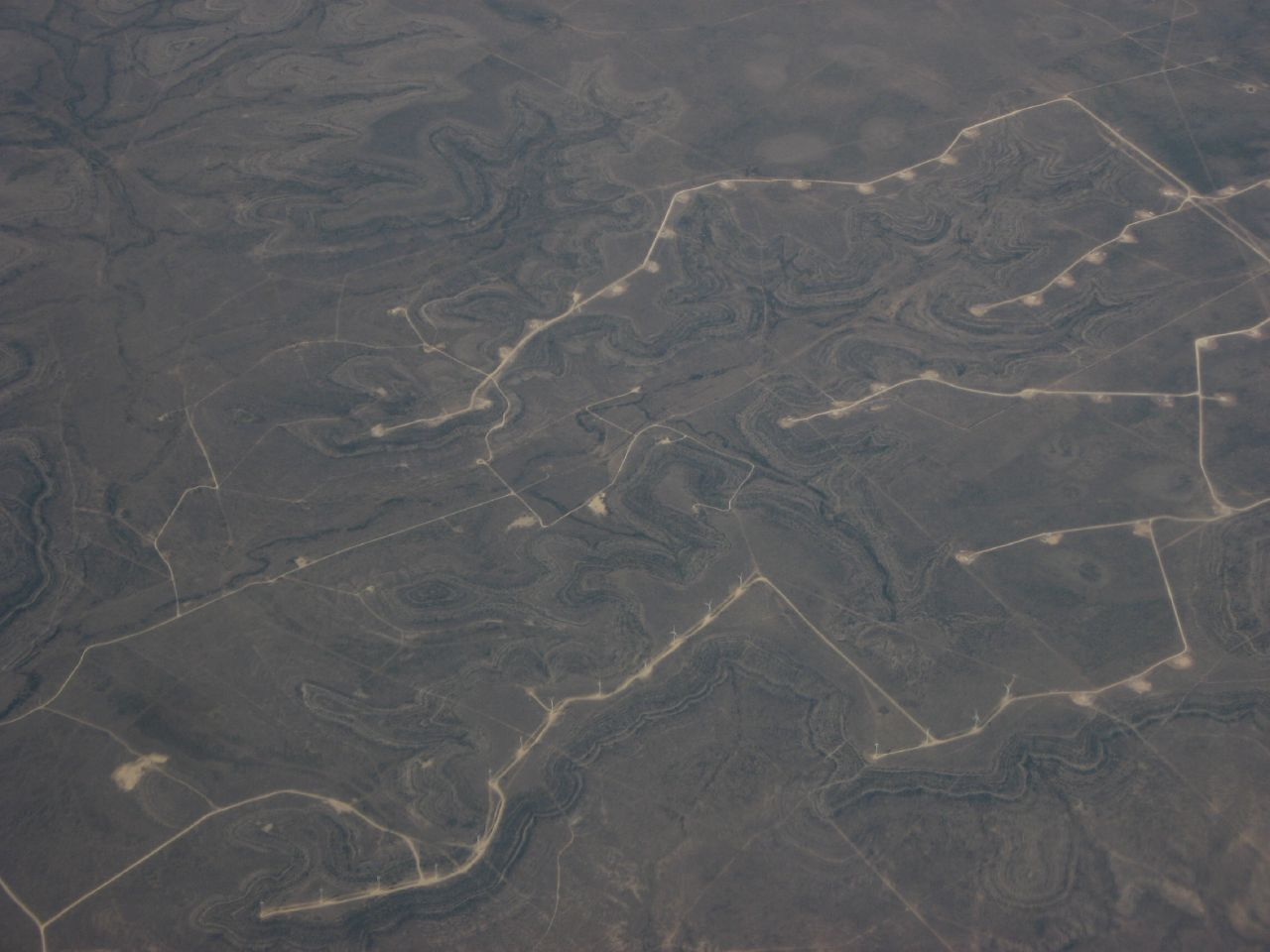
Ferme éolienne dans le comté de Stirling, Texas, 2008.

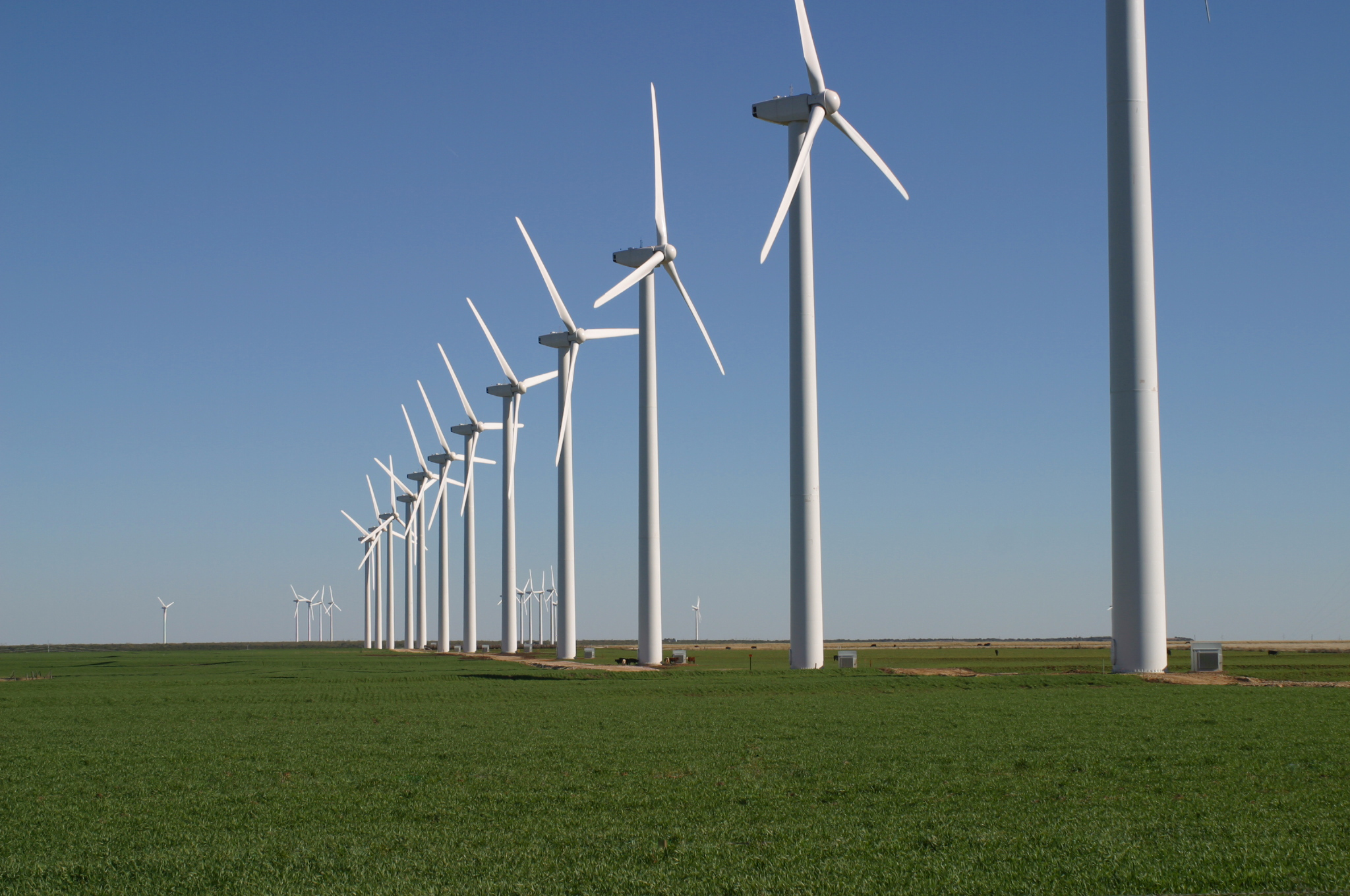
Ferme éolienne de Green Mountain (Brazos Wind Farm) au Texas.

Le Texas est de loin le premier État producteur d’énergie éolienne du pays, avec 42 330 MW installés fin 2024, soit 27,7 % de la puissance installée éolienne du pays et une production de 124 936 GWh, soit 27,6 % du total national ; la part de l'éolien dans sa production d'électricité atteignait 22,0 % en 2024.
Les plus grands parcs éoliens texans sont :
- la Ferme éolienne de Roscoe, qui était la plus grande du monde à sa mise en service en 2009, avec ses 627 turbines totalisant 781 MW[58].
- le Horse Hollow Wind Energy Center, mis en service de 2005 à 2006, avec 735 MW[59].
- la Ferme éolienne de Capricorn Ridge : 662,5 MW[60].
- la Ferme éolienne de Sweetwater : 585 MW[61].
- la Ferme éolienne de Buffalo Gap : 524 MW[62].
- la Ferme éolienne de Panther Creek : 458 MW[63].
- la Ferme éolienne de Peñascal : 404 MW[64].

EDF Énergies Nouvelles a mis en service en juin 2015 son cinquième parc éolien au Texas. Situé au nord de l'État, le parc éolien de Longhorn est composé de 100 turbines Vestas de 2 MW, pour une capacité installée totale de 200 MW. EDF EN exploite 872 MW dans l’État. Le Texas a représenté 37 % de la puissance installée en 2014 et l'éolien a fourni 10,6 % de son électricité. Le décollage de l’éolien au Texas a été amorcé grâce à un système de soutien mis en place en 1999, basé sur un crédit accordé aux producteurs d’énergies renouvelables, qui revendent la production aux fournisseurs locaux d’électricité, contraints d’avoir des approvisionnements en partie dé-carbonés. Des lignes à haute tension ont été construites entre l’ouest du pays, où se situe la ressource éolienne, et les grandes villes de l’Est. Avec la mise en service en octobre 2015 du parc éolien de Spinning Spur 3 (194 MW), la capacité éolienne installée d’EDF EN au Texas dépasse désormais le gigawatt. EDF EN va aussi construire d'ici fin 2016 le parc éolien de Tyler Bluff (123 MW), dans le comté de Cooke, au Texas, pour alimenter les usines de Procter & Gamble.
C'est en 2006 que le Texas est devenu le premier État producteur d’énergie éolienne du pays, devant la Californie. À la fin 2007, les éoliennes installées au Texas développaient une puissance totale de 4 356 mégawatts, contre 2 439 mégawatts en Californie, et 1 300 mégawatts au Minnesota et en Iowa. Des projets éoliens sont en cours d’étude au Texas : Shell et TXU Corporation prévoient de construire la plus grande ferme éolienne du monde d’une puissance de 3 000 mégawatts.
En 2008, le milliardaire texan T. Boone Pickens, magnat du pétrole, a commandé auprès de General Electric 667 turbines éoliennes pour deux milliards de dollars.

### Iowa

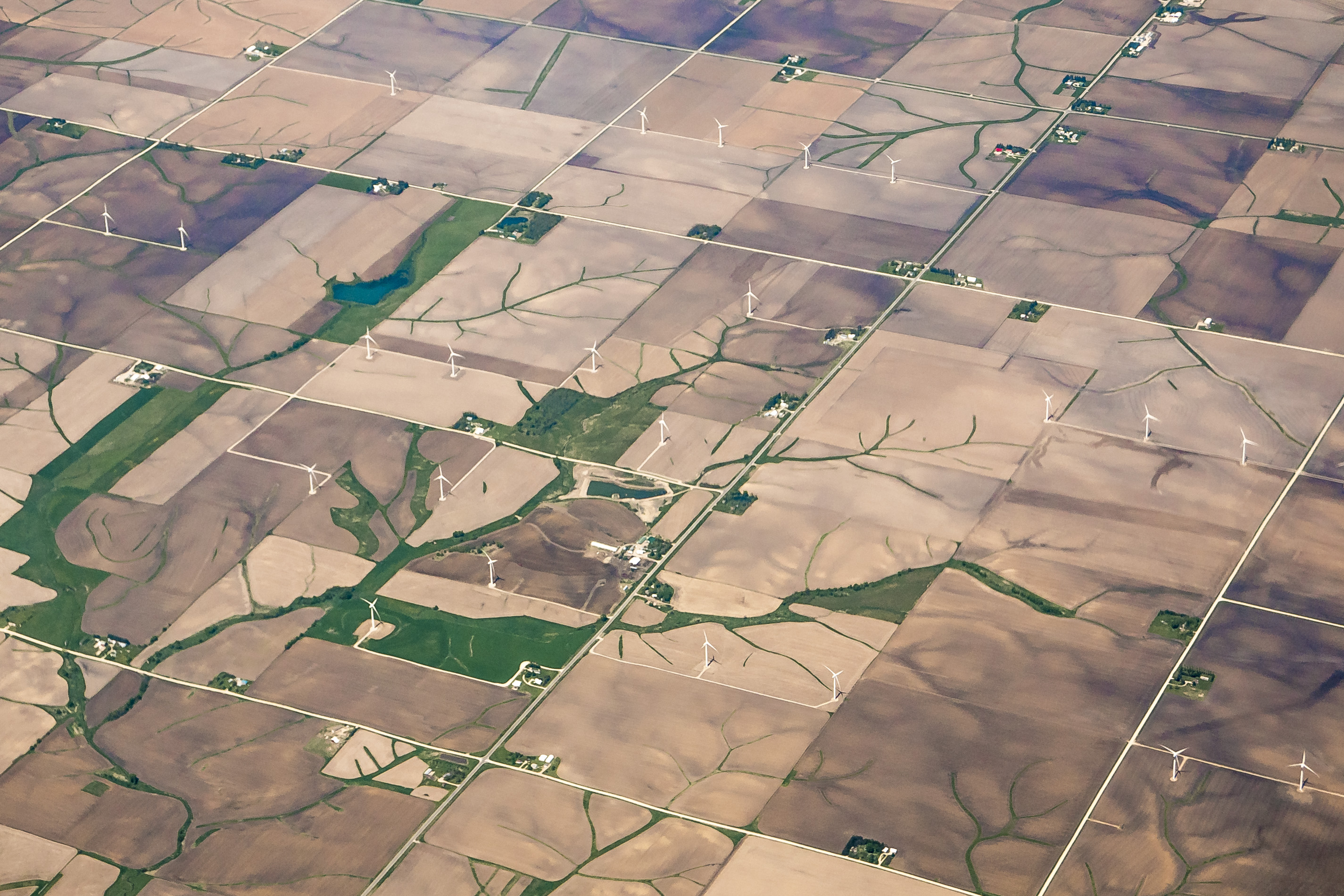
Photo aérienne d'un parc éolien dans l'Iowa, 2017.

L'Iowa est le deuxième État pour l'énergie éolienne avec 12 842 MW installés fin 2024 et une production de 44 306 GWh, soit 9,8 % du total national ; la part de l'éolien dans sa production d'électricité atteignait 63 % en 2024 ; c'est le taux le plus élevé de tous les États.
Parmi ses principaux parcs éoliens, on note ceux de Rolling Hills (444 MW) et de Crystal Lake (416 MW).

### Oklahoma
L'Oklahoma est le troisième État pour l'énergie éolienne avec 12 748 MW installés fin 2024 et une production de 38 365 GWh ; la part de l'éolien dans sa production d'électricité atteignait 40,6 % en 2024.
En avril 2022 est mis en service dans l'Oklahoma le parc Traverse Wind Energy Center, l'un des plus grands du pays (999 MW, 356 turbines), composante principale du projet North Central Energy Facilities (1 484 MW) qui comprend aussi les parcs Sundance (199 MW) et Maverick (288 MW) mis en service en 2021.

### Kansas
Le Kansas est le quatrième État pour la puissance installée éolienne : 9 043 MW fin 2024 et pour sa production : 30 320 GWh ; la part de l'éolien dans sa production d'électricité atteignait 51,7 % en 2024.

### Californie

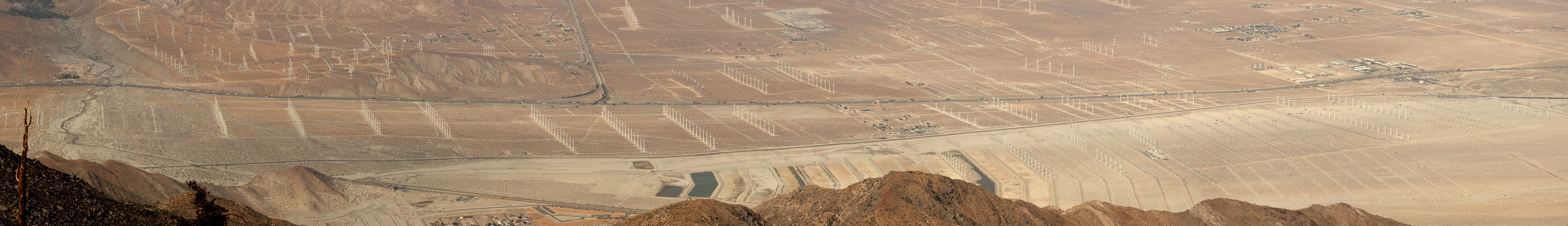
Vue presque complète de la Ferme éolienne de San Gorgonio Pass, à l'extrémité occidentale de la vallée de Coachella, un des sites les plus ventés de la planète.

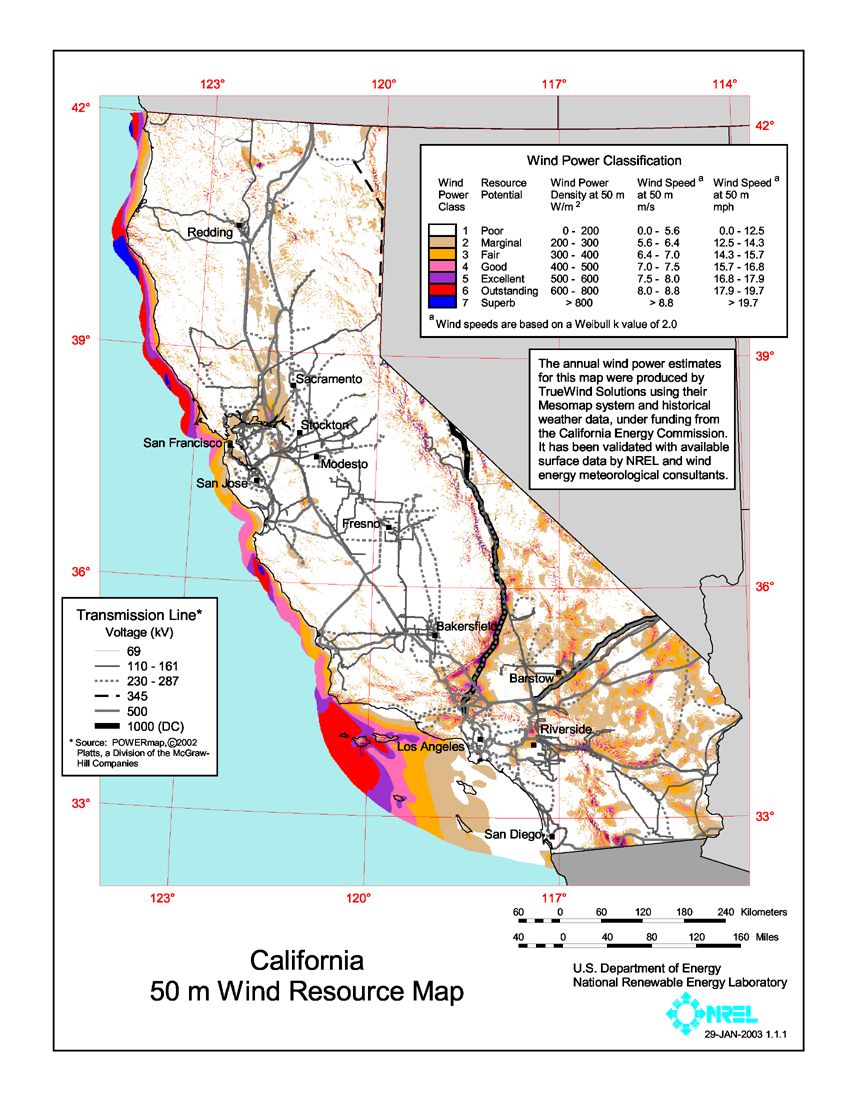
Carte des ressources éoliennes de la Californie à 50 m d'altitude.

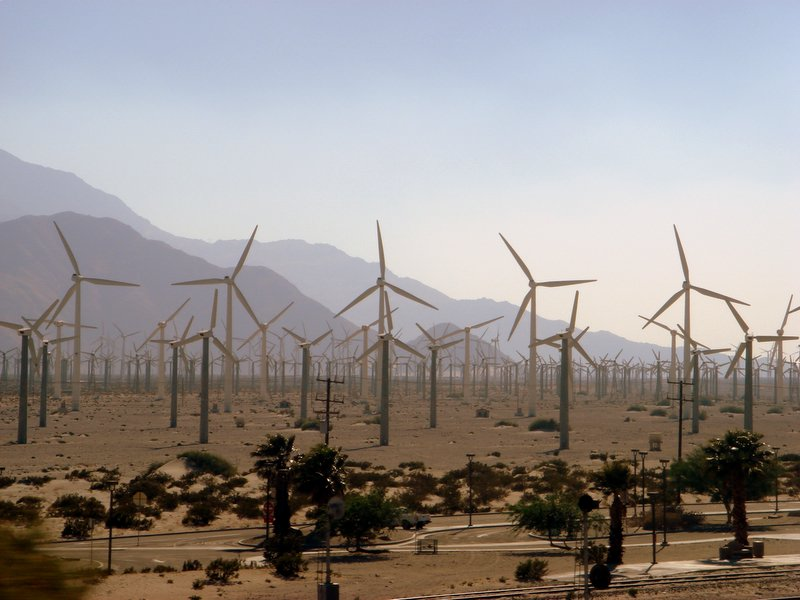
Ferme éolienne de San Gorgonio Pass près de Palm Springs

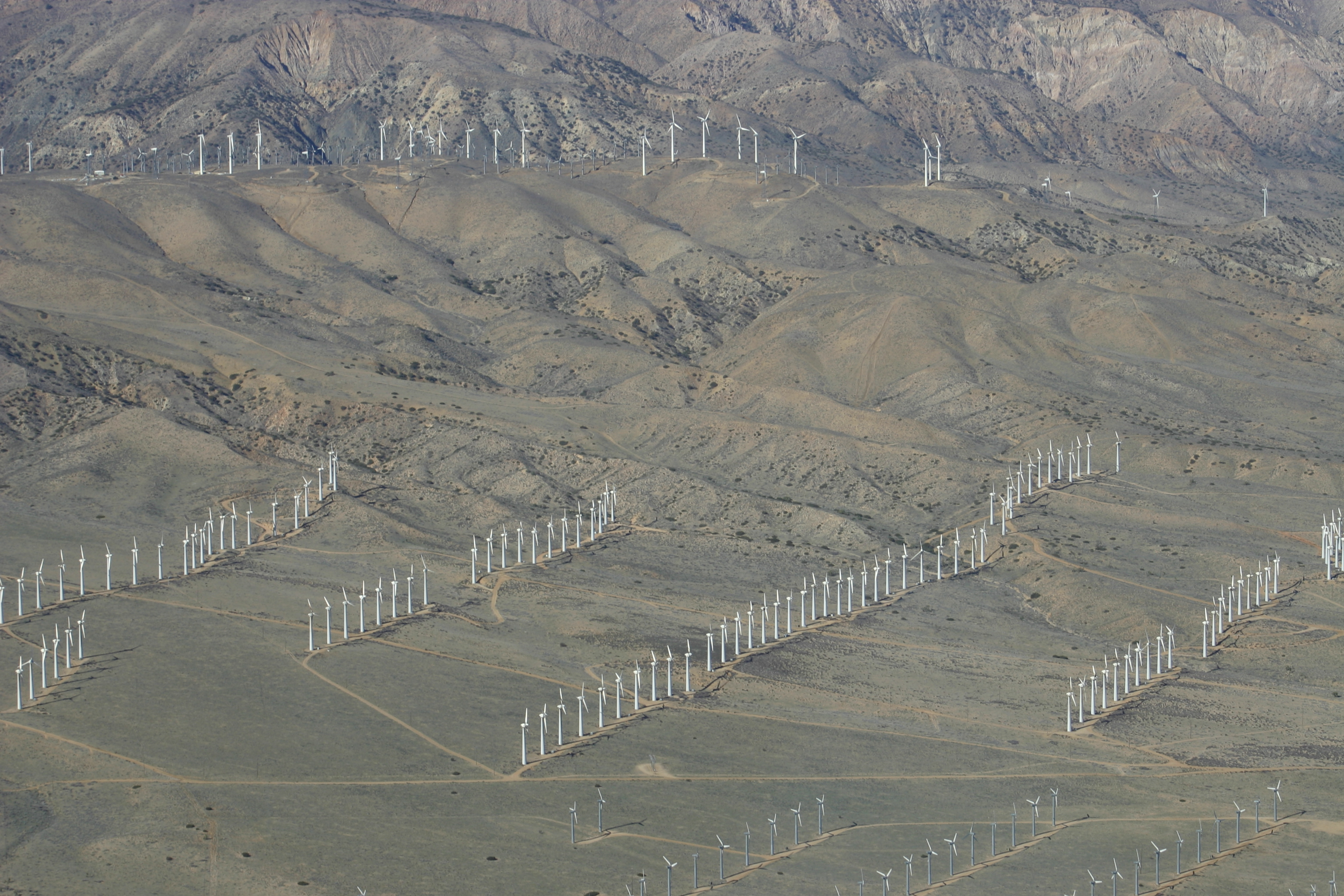
Parc éolien de Tehachapi Pass, 2008.

La Californie est le sixième État pour la puissance installée éolienne : 6 400 MW fin 2024 et le dixième pour sa production : 14 818 GWh ; la part de l'éolien dans sa production d'électricité (hors solaire diffus) atteignait 6,0 % en 2024.
Quatre parcs éoliens de grande taille concentrent plus de la moitié de cette puissance :
- Altamont Pass, construit dans les années 1970 à l'est de San Francisco, compte plus de 4 800 éoliennes de taille assez modeste, d'une capacité totale de 576 MW[69]. Il s'agit de la plus grande concentration d'éoliennes du monde (en nombre d'éoliennes)[70].
- San Gorgonio Pass près de Palm Springs possède plus de 3 500 éoliennes[71] d'une capacité supérieure à 615 MW[72].
- Tehachapi Pass dans le comté de Kern (sud de la Californie) produit avec ses 705 MW l'électricité nécessaire à 500 000 personnes[73].
- Alta Wind, également dans la Tehachapi Pass, est en 2013 le plus grand parc éolien du monde avec 1 320 MW[74].

En septembre 2023, le Parlement californien vote une loi destinée à faciliter l'implantation des éoliennes flottantes au large des côtes de l'État. Le gouvernement californien s'est fixé un objectif ambitieux : 5 GW à l'horizon 2030. L'éolien offshore compléterait utilement le mix énergétique californien dominé par le solaire, qui s'arrête de produire lorsque le soleil se couche alors que la demande d'électricité est particulièrement élevée en fin de journée. Les centrales à gaz répondent actuellement à ce besoin et des éoliennes en mer pourraient les remplacer avantageusement. Deux zones ont été identifiées : le comté de Humboldt, au nord de l'État, et la baie de Morro, près de San Luis Obispo, à mi-chemin entre San Francisco et Los Angeles. Au Nord, les permis ont été attribués au danois CIP (Copenhagen Infrastructure Partners) et à l'allemand RWE ; à San Luis Obispo, 2 GW ont été attribués à Ocean Winds, coentreprise entre Engie et EDP Renováveis, 2 GW au norvégien Equinor, et Invenergy est la seule entreprise américaine à avoir remporté l'un de ces contrats provisoires. Mais de nombreux obstacles subsistent : financement, équipement des ports, chaîne d'approvisionnement, acheminement de l'électricité jusqu'aux grands centres de consommation, chantier délicat à cause de réglementations très contraignantes.

## Protection des oiseaux
En 2022, des parcs éoliens sont condamnés pour la mort de plus de 150 aigles aux États-Unis. L’entreprise américaine ESI Energy a plaidé coupable pour la mort d’aigles royaux et de pygargues à tête blanche percutés par les pales de ses éoliennes. Elle est condamnée à payer huit millions de dollars pour ces morts documentées dans des installations particulières du Wyoming et du Nouveau-Mexique, où elle n’avait pas demandé les permis nécessaires. Elle est également soumise à cinq ans de probation, période au cours desquels elle doit mettre en place un plan de gestion des aigles.

### Ouvrages
- (en) Global Wind Report 2025, Global Wind Energy Council (GWEC), 23 avril 2025 (lire en ligne [PDF]).
- (en) Global Wind Report 2024, Global Wind Energy Council (GWEC), 16 avril 2024 (lire en ligne [PDF]).
- (en) Global Wind Report 2023, Global Wind Energy Council (GWEC), avril 2023 (lire en ligne [PDF]). .
- (en) Global Wind Report 2022, Global Wind Energy Council (GWEC), avril 2022 (lire en ligne [PDF]). .